# ミコワイ・クシシュトフ・ラジヴィウ・シェロトカ

紋章

ミコワイ・クシシュトフ・ラジヴィウ（ポーランド語表記：Mikołaj Krzysztof Radziwiłł Sierotka,  リトアニア語表記：Mikalojus Kristupas Radvila Našlaitėlis, 1549年8月2日 - 1616年2月28日）は、ポーランド・リトアニア共和国の大貴族、公（帝国諸侯）。シェロトカは「孤児」を意味する異称。

## 生涯
ミコワイ・クシシュトフは1586年からネスヴィジの初代オルディナトとなった。1569年よりリトアニア副宮内長官、1579年よりリトアニア宮内長官、1586年よりトラカイ城代、1590年よりトラカイ県の、1604年よりヴィリニュス県の県知事をそれぞれ歴任し、シャウレイの代官でもあった。彼は父ミコワイ・ラジヴィウ・チャルヌィの信奉していたカルヴィニズムを棄て、カトリック教徒となった。弟たちも長兄に倣ってこれに続き、1584年に結婚した妻ハラシュカもカルヴァン主義者だったが、夫に従いカトリックに改宗した。
ミコワイ・クシシュトフはモスクワ・ロシアとの戦争にたびたび参加していた。ヤヌシュ・ラジヴィウのように一族の王朝化を追及するようなラジヴィウ家の他のメンバー達とは違い、彼は共和国の政治問題からは距離を置いていた。特に国王ジグムント3世を脅かそうとする政治同盟が起こしたゼブジドフスキの反乱では、ミコワイは一貫して国王とポーランド・リトアニア共和国を支持する国王忠誠派の軍隊を支援し続けた。この反乱の際、彼は反乱軍の降服を引き出せる人物として、大変な期待を受けていた。

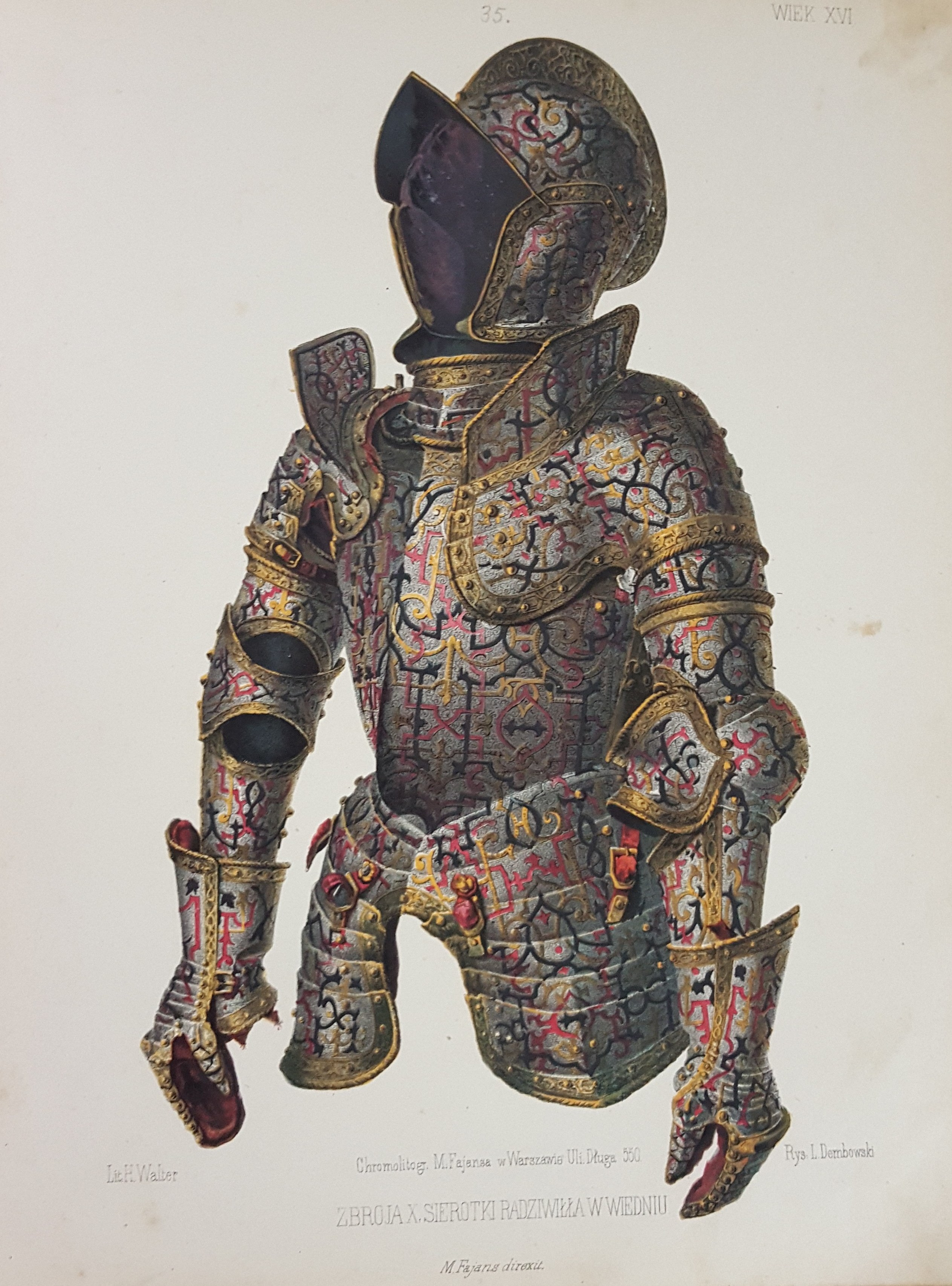
ミコワイ・クシシュトフ・ラジヴィウ・シェロトカの鎧

とはいえ、彼もまた一族の利害関心には敏感であり、先の反乱の首謀者の一人だった親族ヤヌシュ・ラジヴィウに対する国王の恩赦を取り付けている。しかし、ミコワイ・クシシュトフは又従兄クシシュトフ・ラジヴィウ・ピョルンが始めた、リトアニアを内戦状態に導きかねない他の大貴族家門との争いに関しては、協力するのを拒んでいる。
またミコワイ・クシシュトフは、聖地イェルサレムへの波乱万丈な巡礼について著した、才気に富んだ旅行記を1601年に出版したことでも有名である。この旅で、彼はパレスチナのみならず、シリア、エジプト、クレタ、ギリシアをも訪れていた。
彼はまた、積極的な文化事業や慈善事業でも知られる。彼はたくさんの城、回廊、病院や教会などを建てたが、その中でも最も華麗なものは所領のネスヴィジに造営されたイエズス会のための教会である。この教会の一部を構成する礼拝堂は、建設後250年以上もの間、一族の墓廟として使われ続けた。後年、息子の一人でホスピタル騎士団の団員であったジグムント・カロルは、ストウォヴィツェに騎士団の支部を設置している。ミコワイ・クシシュトフは、自分の城下町であるネスヴィジに建てた城の中に、図書館や一族の肖像画を飾るギャラリーをもうけた。こうした活発な事業展開のため、彼の領地には多くの熟練した職人や商人たちが集まっていた。